# Einfarbdrossel
Die Einfarbdrossel (Turdus unicolor) ist eine Vogelart aus der Familie der Drosseln (Turdidae), die sich durch ein unauffälliges Gefieder auszeichnet. Sie gehört einer artenreichen Gruppe innerhalb der Ordnung der Sperlingsvögel (Passeriformes) an und teilt damit viele charakteristische Merkmale mit ihren nahen Verwandten, wie zum Beispiel eine ausgeprägte Gesangskultur und eine vielseitige Ernährung.

## Beschreibung

### Aussehen und Merkmale
Die Einfarbdrossel ist ein eher unauffällig gefärbter, mittelgroßer Singvogel, der durch seine Schlichtheit gekennzeichnet ist. Ihr gesamtes Gefieder ist gleichmäßig schiefergrau gefärbt, ohne auffällige Zeichnung oder Farbkontraste, daher auch ihr Name „Einfarbdrossel“. Kopf, Rücken, Flügel und Schwanz zeigen dieselbe gedämpfte Grautönung, wobei der Bauchbereich oft etwas heller erscheint. Im Vergleich zu anderen Drosselarten wirkt ihr Erscheinungsbild dadurch besonders elegant und ruhig. Besonders auffällig ist der kräftige, gelb-orange Schnabel, der sich deutlich vom sonst einfarbigen Gefieder abhebt. Ebenso auffällig sind die kräftigen Beine, die eine gelblich-bräunliche Färbung zeigen. Die relativ großen, dunklen Augen sind von einem schmalen, oft leicht angedeuteten helleren Augenring umfasst, der dem Gesichtsausdruck eine gewisse Wachsamkeit und Tiefe verleiht. Sie ist ein Beispiel dafür, wie die Farbgebung in Kombination mit klaren Formen und wenigen, aber wirkungsvollen Akzenten, wie Schnabel und Beine, ein sehr harmonisches Erscheinungsbild schaffen kann.
Ausgewachsene Exemplare der Einfarbdrossel wiegen rund 100–140 g bei einer Körpergröße von 27–29 cm.

### Stimme
Die Stimme der Einfarbdrossel ist von weicher, flötender Klangfarbe und erinnert in ihrer Grundstruktur an den Gesang der Amsel, wirkt dabei jedoch deutlich schlichter und zurückhaltender. Ihr Gesang besteht aus langsamen, gedehnten Tönen, die oft einzeln oder in kurzen Gruppen vorgetragen werden. Die Melodie klingt dabei eher gleichmäßig und wenig variabel, was dem Gesang eine melancholische, beinahe klagende Stimmung verleiht. Charakteristisch sind flötende Lautfolgen wie „tüüüh... flüüüh... chüüüh“, die ohne große Melodieausschläge oder rhythmische Vielfalt erklingen. Im Gegensatz zur melodisch reichhaltigen Amsel wirkt der Gesang der Einfarbdrossel eintöniger und verhaltener, beinahe meditativ. Ihre Rufe, etwa bei Störung oder zur Kontaktaufnahme, sind schlicht und schnalzend, oft als scharfes „tack“ oder „tschack“ hörbar, wie man es auch von anderen Drosselarten kennt.

### Nahrung
Die hauptsächlichen Nahrungsquellen sind Insekten, Würmer, Beeren und Früchte, insbesondere Äpfel und Pflaumen.

## Lebensraum und Verbreitung
Die Einfarbdrossel ist eine in Südasien beheimatete Vogelart, deren Verbreitung sich vor allem entlang des westlichen und zentralen Himalayas erstreckt. Sie kommt von Nordostpakistan über den Norden Indiens bis nach Nepal und Bhutan vor. Aber auch vereinzelte Exemplare sind in Südost-Spanien zu finden. Während der Brutzeit hält sich die Einfarbdrossel bevorzugt in höher gelegenen Regionen des Himalayas auf, typischerweise in Höhen zwischen 1.500 und 1.800 Metern, bisweilen auch zwischen 1.200 und 2.760 Metern. In der kalten Jahreszeit zieht sie in tiefere, südlichere Lagen, etwa in das südliche Indien oder Bangladesch, wo sie in klimatisch milderen Gebieten überwintert. Dabei bevorzugt sie ähnlich strukturierte Lebensräume wie in den Brutgebieten, nämlich Waldränder oder baumbestandene Hügellandschaften. Ihre Verbreitungsmuster zeigen, dass sie eine teils ziehende Art ist, die saisonal zwischen verschiedenen Höhenstufen wechselt.

## Paarung und Brut
Die Fortpflanzung der Einfarbdrossel findet in der Regel während der Regenzeit statt, wenn das Nahrungsangebot besonders reichhaltig ist. Sie baut Nester in der Regel auf einer Höhe von 2–7 m, bei dichtem Unterholz auch niedriger. Für den Nestbau werden typischerweise Moos, Wurzeln und trockenes Gras verwendet. Es werden ca. 3–4 Eier auf einmal ausgebrütet. Hauptsächlich brüten die Weibchen, die Fütterung wird von beiden Vögeln übernommen.

## Bedrohung
Die Einfarbdrossel wird von der IUCN als LC (engl.: least concern, dt.: geringe Besorgnis) eingestuft. Ihre genaue Anzahl der einzelnen Art ist nicht bekannt, jedoch kann man feststellen, dass ihr Population abnimmt. Grund dafür ist hauptsächlich der Klimawandel sowie Rodungen von Wäldern.